# یشیل‌یورت (توت)
یشیل‌یورت (به ترکی استانبولی: Yeşilyurt) یک منطقهٔ مسکونی در ترکیه است که در توت، ترکیه واقع شده‌است.